# Federatie Europese Narren
F.E.N. staat voor Federatie Europese Narren. Deze organisatie is voor het gros van de bevolking vrij onbekend, maar ze geniet in de carnavalswereld een sterke bekendheid. 
De naam van de organisatie toont al onmiddellijk aan dat deze organisatie internationaal georganiseerd is. F.E.N. is namelijk Europees georiënteerd. Er zijn wel enkele contacten met Oostenrijk, Frankrijk en Zwitserland, maar men kan algemeen besluiten dat bijna alle aangesloten verenigingen uit Duitsland (800 leden), België (500 leden) en Nederland (100 leden) komen.
De internationale zetel van de Federatie Europese Narren is gevestigd in Frankfurt am Main. De F.E.N. werd opgericht einde jaren zestig in Duitsland en vond al onmiddellijk ruime interesse van Belgische kant. 
De enorme toename van het aantal leden aan Belgische kant, leidde tot een herziening van de structuur. Eerst werd de organisatie opgesplitst in Fen Vlaanderen en Fen Wallonie, en nadien heeft men beslist om provinciale besturen op te richten.

## Doelstellingen
- Het stimuleren van het carnaval in Europa, in een gemeenschappelijke richting, maar met respect voor het lokale karakter en lokale tradities.
- Het samenwerken over de grenzen heen om zo vriendschapsbanden met buitenlandse carnavalsliefhebbers aan te halen en te versterken.
- Het in ere houden van de vele carnavalstradities, die door de moderne jachtige samenleving dreigen verloren te gaan.
- Een uitgebreide adviserende en logistieke steun bieden voor de aangesloten verenigingen. Zo biedt F.E.N. Vlaanderen o.a. gespecialiseerde verzekeringen en buutte onderwijs in de provincie Limburg.